# Aria Bedmar
Aria Bedmar, née le 1er décembre 1994, est une actrice et danseuse espagnole. Elle est principalement connue pour son interprétation de Camino Pasamar dans Acacias 38 (en).

## Biographie
Aria Bedmar est née dans la province d'Almería, en Andalousie, le 1er décembre 1994. Elle étudie au Colegio Portocarrero de Roquetas de Mar et suit également une formation de danseuse à l'école municipale de Roquetas. Après avoir passé l'examen de la Selectividad, elle déménage à Madrid pour poursuivre une carrière d'actrice. Elle forme ses talents d'actrice auprès de Cristina Rota et fait ses débuts à la télévision en tant qu'actrice dans La caza. Monteperdido (en). Elle interprète ensuite le rôle de Camino, une lesbienne cachée, dans le feuilleton d'époque Acacias 38 (en). La relation lesbienne populaire du personnage avec le personnage d'Ylenia Baglietto (es), Maite, génère un shipping en ligne connu sous le nom de « Maitino ». S'ensuivent des rôles dans les drames d'époque La Cuisinière de Castamar, Dime Quién Soy: Mistress of War (en), Les Héritiers de la terre et Operación Barrio Inglés (en). Elle tourne également le film d'horreur Sister Death (en), dans lequel elle incarne Narcisa, une jeune religieuse novice dotée de pouvoirs surnaturels.
Aria Bedmar entame une relation avec la chanteuse de Megara, Kenzy, en 2009 et elles seront mariées de 2019 à 2021. En 2025, Aria Bedmar attend son premier enfant. Elle travaille également dans l'équipe de danse du groupe et apparaît en tant que danseuse lors de la prestation du groupe Megara, qui représente Saint-Marin à l'Eurovision 2024.

## Filmographie
| Année     | Titre                                | Rôle                | Réf.   |
| --------- | ------------------------------------ | ------------------- | ------ |
| 2019      | La caza. Monteperdido (en)           | Elisa Nerín         | [ 1 ]  |
| 2019-2020 | Acacias 38 (en)                      | Camino Pasamar      | [ 1 ]  |
| 2021      | La Cuisinière de Castamar            | Eugenia Almendrales | [ 1 ]  |
| 2021-2022 | Dime Quién Soy: Mistress of War (en) | Águeda              | [ 1 ]  |
| 2022      | Les Héritiers de la terre            | Mercé               | [ 10 ] |
| 2023      | El silencio                          | Greta               | [ 11 ] |
| 2023      | Sister Death (en)                    | Frère Narcisa       | [ 12 ] |
| 2024      | Operación Barrio Inglés (en)         | Lucía Valbuena      | [ 1 ]  |
| 2024      | Segunda muerte (en)                  | Claudia Cobo        | [ 1 ]  |